# Stora Pellagölen
Stora Pellagölen är en sjö i Svenljunga kommun i Västergötland och ingår i Ätrans huvudavrinningsområde.